# Даниел Лагаш
Даниел Лагаш (на френски: Daniel Lagache) е френски лекар, психоаналитик и професор в Сорбоната.

## Биография
Роден е на 3 декември 1903 година в Париж, Франция. Завършва с отличие лицея Кондорсе и влиза в École Normale Supérieure през 1924 г. Психологът Жорж Дюма го привлича с представянето на интересен психологичен случай в болницата „Св. Ана“ и го кара да започне да учи психоанализа. Заедно със своите колеги Реймонд Арон, Пол Низан и Жан-Пол Сартр, Лагаш започва да учи медицина и става единственият измежду тях, който наистина завършва курсовете по медицина и философия. След дипломирането си работи като главен лекар в клиниката управлявана от Анри Клод. През 1937 г. е назначен за професор в Страсбургския университет на мястото на пенсиониралия се Шарл Блондел. Между 1933 и 1936 преминава обучителна анализа с Рудолф Льовенщайн, един от основателите на Парижкото психоаналитично общество.
Умира на 3 декември 1972 година в Париж на 69-годишна възраст.